# 먹장어
먹장어(-長魚)는 먹장어강(Myxini)으로 분류되는 물고기의 총칭으로, 여러 가지 방법으로 요리해서 먹고 껍질은 지갑 따위를 만드는 데 쓰기도 한다. 칠성장어와 함께 무악류로 분류하기도 한다. 또한 한국과 일본 근해에 서식하는 먹장어의 학명은 Eptatretus burgeri이다. 원시적인 형태의 척삭은 있지만 척추가 없어서 척추동물로 분류되지 않는다. 포식동물인 동시에 청소동물로, 생먹이와 죽은 먹이를 모두 즐겨 먹는다. 위험이 닥치면 끈끈한 점액질을 점액샘으로부터 과다 분비해서 스스로를 방어한다.
먹장어를 경상남도, 부산 지방에서는 곰장어 또는 꼼장어라고도 부르며, 먹장어 요리를 가리킬 때에는 이쪽으로 부르기도 한다. 영어권에서는 흔히 'Hagfish'라고 칭하나, 점액을 분비하는 특성 때문에 Slime-eel 이라고 부르기도 한다. 그러나 일반 eel과는 구별된다.

## 형태
몸길이 55-60cm이다. 몸은 가늘고 긴 통 모양으로 뱀장어와 비슷하며 몸빛은 다갈색부터 검은색까지 다양하다. 눈은 퇴화하여 약한 빛만을 감지할 수 있는데, 껍질 밑에 묻혀 있으므로 밖에서는 보이지 않는다. 바깥콧구멍이 입술 끝에 있다. 입가에는 2쌍~4쌍의 감각촉수가 있어 퇴화한 눈의 감각을 대신한다. 혀에는 날카롭고 단단한 한 개의 가운뎃니가 있다. 혀는 잘 발달된 육질(肉質)로서 빗 모양의 치설(齒舌)이 나 있다. 몸의 전면에 두 줄의 점액선(粘液腺)에서 점액이 분비되므로 표면이 매끄럽다. 등지느러미는 없고 꼬리지느러미만 있다. 아가미의 수는 종마다 한 쌍~16쌍까지 다양하다.
먹장어는 생식기관이 따로 없고 몸 안에 정소와 난소를 모두 지니고 있어서 암수가 모두 될 수 있다. 난소가 더 많이 발달하면 암컷, 정소가 더 많이 발달하면 수컷 역할을 하게 되며, 드물게 정소와 난소가 모두 발달하여 자웅동체가 되기도 한다.

## 습성
보통은 얕은 바다에 살며 깊이 5-7m의 내만에 많다. 밤에 민첩하게 활동하여 이가 난 혀를 이용하여 죽어가거나 죽은 물고기 속으로 파고들어가 살을 파먹는다. 산란기는 8-10월이며 극난할(極卵割)을 한다. 매듭을 짓는 듯한 동작은 먹이를 떼어내기에 좋으며 몸에 잔류하는 점액을 제거하기 위한 것으로 알려져 있다.

## 분류
먹장어는 가장 원시적 척추 동물로 분류되어 있으나 정확한 척추가 확인되지 않으므로 논란의 여지가 있다. 다수의 학자는 먹장어의 유전자 일부의 서열 분석 결과가 척추동물인 칠성장어와 가장 가깝고 먹장어의 척삭을 원시적 척추로 보기 때문에 먹장어를 척추동물로 분류한다. 그러나 일부 학자들은 먹장어류를 척추동물에 포함시키지 않는 대신 척추동물과 먹장어류를 합해 두개류(craniate)라는 용어를 사용한다.

## 상업적 가치

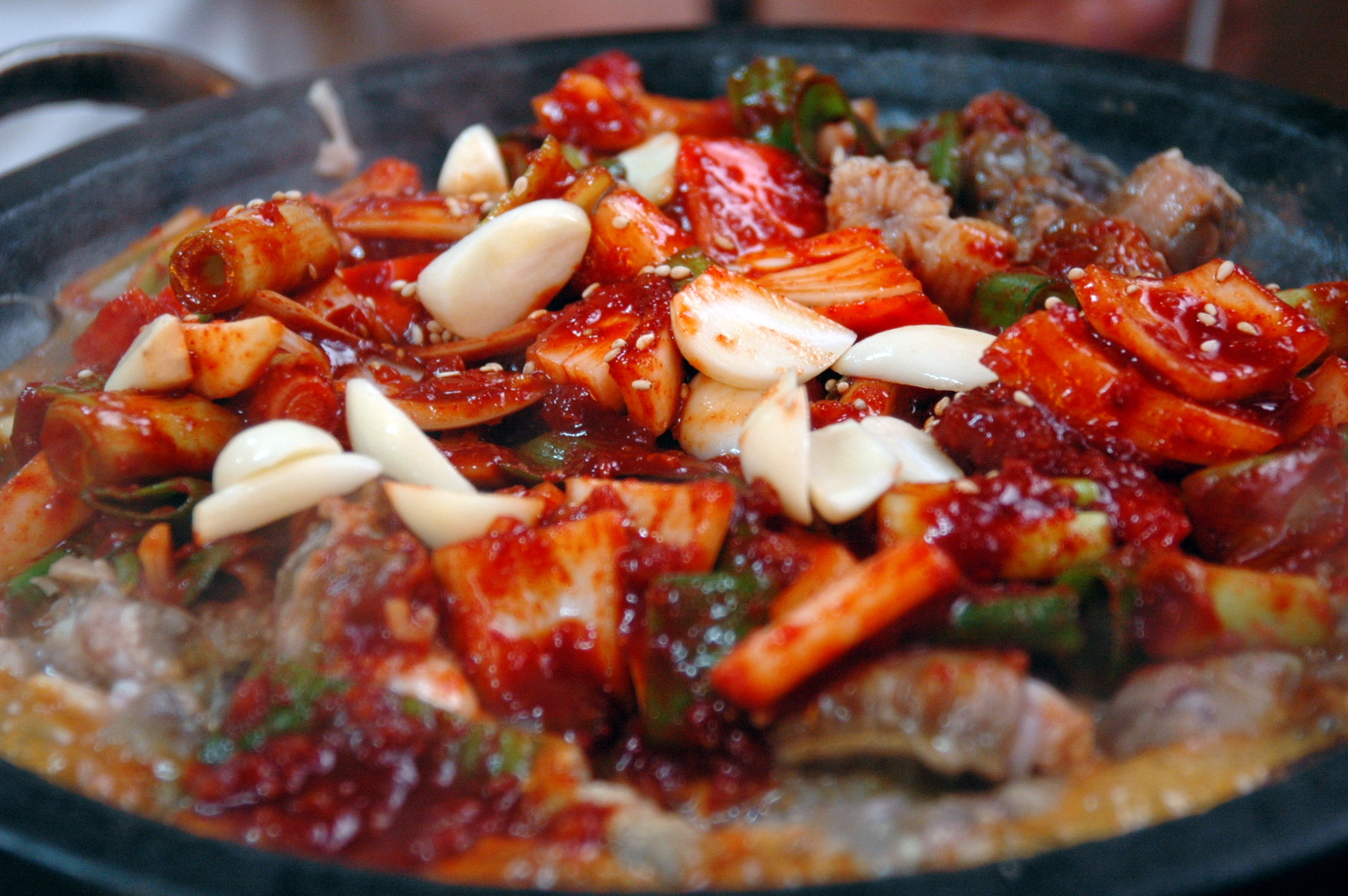
먹장어를 사용한 대표적인 요리 꼼장어볶음

### 식재료
세계적으로 곧잘 소비되는 식품은 아니지만, 한국에서는 영남 지방을 중심으로 먹장어를 재료로 한 요리가 발달했다. 주로 껍질을 벗기고 매운 양념을 곁들여서 불판에 굽는 요리가 많다. 한국 요리에서 꽤 소비되는 식재료이기 때문에 전세계에서 잡히는 먹장어의 대부분이 한국으로 수출되고는 한다.

### 옷감
먹장어류가 분비하는 점액질을 실 형태로 뽑아낸 것은 아주 질겨서 옷감 직물로도 사용할 수 있다. 채프먼 대학교의 더글러스 퍼지 교수가 이 점액질이 가진 옷감으로서의 잠재력을 연구한 바가 있다. 또한 먹장어 살가죽 역시 인성(靭性)이 상당한 편이어서 옷감이나 장구용으로 사용할 수 있으며, 특히 지갑·허리띠에 원재료로 사용된다.

## 분화
- 밀로쿤밍기아(캄브리아기 전기)
  - 하이코우이크티스(캄브리아기 중기 ~ 오르도비스기 전기)
    - 먹장어목
      - 먹장어과

    - 원코노돈트
      - 중코노돈트
        - 두갑강

## 하위 분류
- Rubicundinae Fernholm et al. 2013
  - Rubicundus Fernholm et al. 2013
- 먹장어족(Eptatretinae) Bonaparte 1850
  - 먹장어속(Eptatretus) Cloquet 1819 - 묵꾀장어(Paramyxine atami) (Dean, 1904) 포함.
- Myxininae Nelson 1976
  - Myxine Linnaeus 1758
  - Nemamyxine Richardson 1958
  - Neomyxine Richardson 1953
  - Notomyxine Nani & Gneri 1951

## 같이 보기
- 뱀장어
- 갯장어
- 붕장어